# 阿森納國際圖書節
阿森納國際圖書節是每年春季在烏克蘭基輔舉行的出版品展覽會，由米斯特茨基兵工厂国家艺术和文化博物馆主辦。最早於2011年5月28日首度舉行。該節日的發起人是米斯特茨基兵工厂国家艺术和文化博物馆總經理娜塔莉亞·扎博洛特娜。
來自烏克蘭與世界各地的作家、詩人、哲學家、設計師、插畫家、藝術家、出版專家等，都會參加阿森納國際圖書節。這是烏克蘭最盛大、最著名的文藝大會。
2016年起，阿森納國際圖書節舉辦了年度最佳書籍設計比賽。2019 年，總部位於倫敦的國際出版業卓越獎，將阿森納國際圖書節評為年度最佳文學節。

## 主旨
阿森納國際圖書節的主旨有：
1. 替讀者、社區、機構、書籍表現形式之間的互動，創造友善的空間。
2. 促進圖書、文學、藝術的品質發展與互動。
3. 對人類、社會、文化的重大議題，提出問題與反思。
4. 把烏克蘭、國際圖書、文學界整合起來。

## 年度焦點主題
2017年起，阿森納國際圖書節都會有年度焦點主題，並為其安排策展人。是所有節目與活動的重心。2017年的焦點主題為「笑聲、恐懼、力量」，策展人是泰蒂亞娜·捷列恩。2018年選定的主題為「未來計畫」，2019年的主題為「鄰里：開放式問題」。這兩年的策展人均為維拉·巴爾德紐克。
2020年的主題為「樂觀主義者與懷疑論者」，策展人為羅斯季斯拉夫·薩姆基夫。

## 畫廊

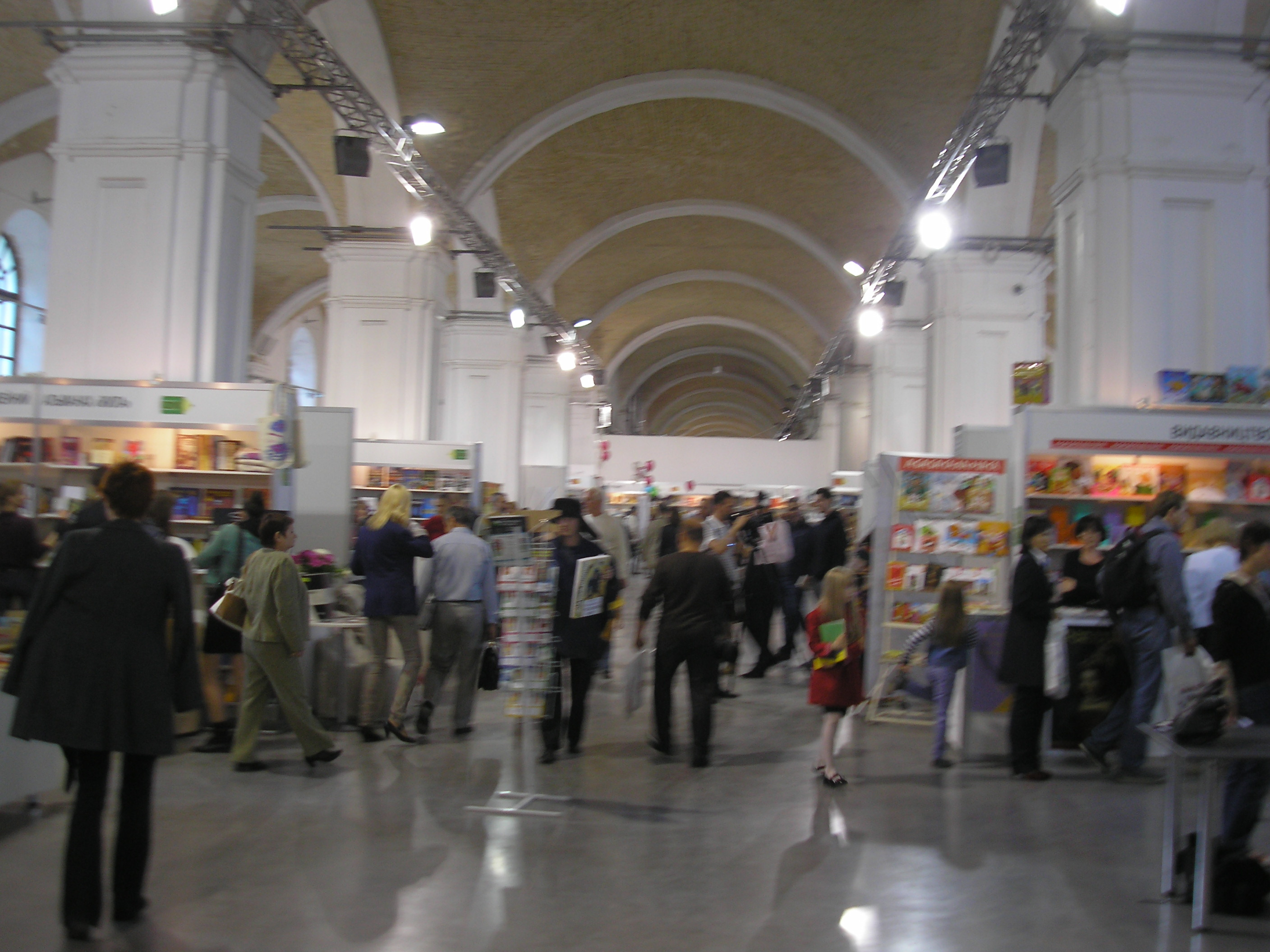
2013年
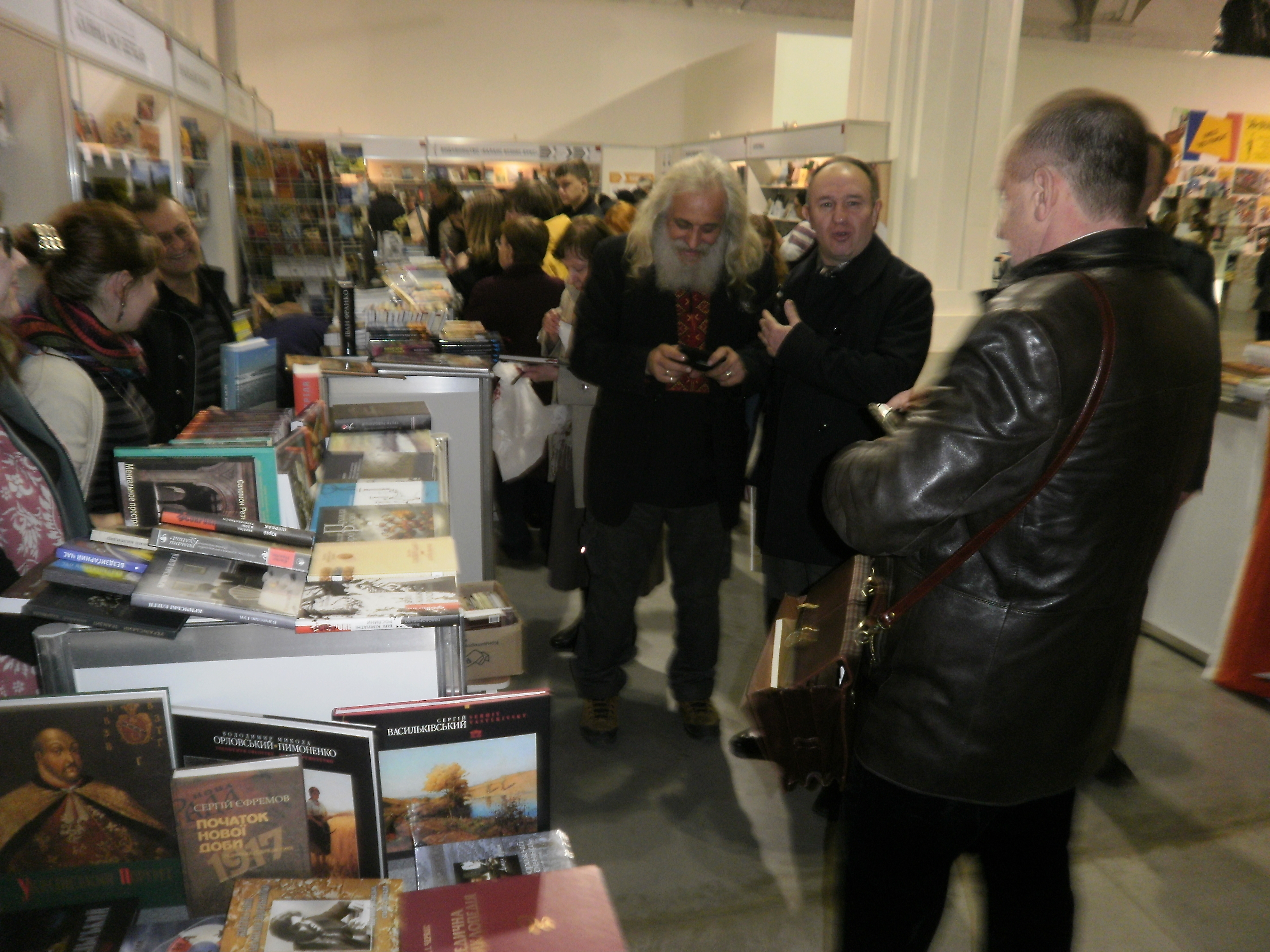
2015年
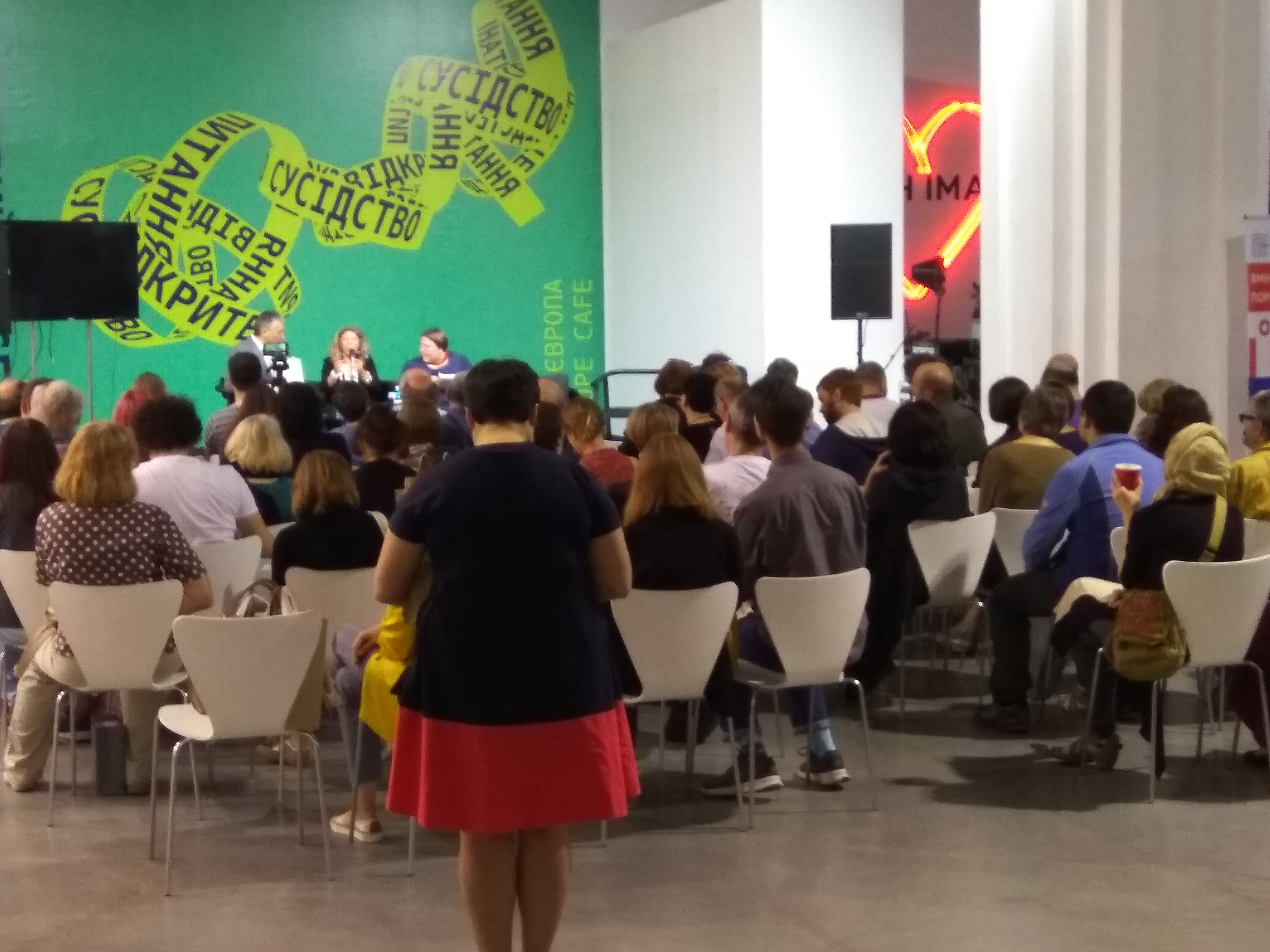
2019年

## 外部連結
- 官方網站
- 烏克蘭官方網站：文學